# Michael Smiley
Pour les articles homonymes, voir Smiley (homonymie).
Michael Smiley est un acteur et humoriste britannique né en 1963 à Belfast, Irlande du Nord.

## Biographie
Michael Smiley est né en 1963 à Belfast, Irlande du Nord. Il a un frère et une sœur.

### Vie privée
Il a été marié une première fois. Il a deux enfants avec sa première femme, Dillon, né en 1984 et Jasmine, née en 1988.
Il est marié à Miranda Sawyer depuis 2007. Ils ont deux enfants, Patrick, né en 2006 et Frankie-May, née en 2011.

## Filmographie

### Cinéma

#### Longs métrages
- 2006 : Le Parfum, histoire d'un meurtrier (Perfume : The Story of a Murderer) de Tom Tykwer : Porter
- 2006 : Coups d'état (Land of the Blind) de Robert Edwards : Le lieutenant de Thorne
- 2007 : Outpost de Steve Barker : McKay
- 2008 : Deux Sœurs pour un roi (The Other Boleyn Girl) de Justin Chadwick : Le physicien
- 2009 : Down Terrace de Ben Wheatley : Pringle
- 2010 : Cadavres à la pelle (Burke and Hare) de John Landis : Patterson
- 2011 : Kill List de Ben Wheatley : Gal
- 2011 : Big Fat Gypsy Gangster : Mad Mick
- 2012 : The ABCs of Death de Ben Wheatley : Père Tom (segment U)
- 2012 : Shell de Scott Graham : Hugh
- 2013 : Le Dernier Pub avant la fin du monde (The World's End) d'Edgar Wright : Révérend Green
- 2013 : For Those in Peril de Paul Wright : Frank
- 2013 : I Will Rock You (Svengali) est un film britannique réalisé par John Hardwick : Pierre
- 2013 : English Revolution (A Field in England) de Ben Wheatley : O'Neil
- 2013 : We Are the Freaks de Justin Edgar : Collin
- 2014 : Black Sea de Kevin Macdonald : Raynolds
- 2014 : Glassland de Gerard Barrett : Jim
- 2015 : The Lobster de Yórgos Lánthimos : Le nageur solitaire
- 2015 : Le Sanctuaire (The Hallow) de Corin Hardy : Garda Davey
- 2015 : My Name Is Emily de Simon Fitzmaurice : Robert
- 2015 : Orthodox de David Leon : Reg Shannon
- 2015 : Tank 432 de Nick Gillespie : Capper
- 2016 : Free Fire de Ben Wheatley : Frank
- 2016 : Rogue One : A Star Wars Story de Gareth Edwards : Dr Evazan
- 2017 : Madame d'Amanda Sthers : David Reville
- 2017 : Tulip Fever de Justin Chadwick : Pieter
- 2017 : L'ultime Combat (Jawbone) de Thomas Napper : Eddie
- 2018 : La Nonne (The Nun) de Corin Hardy : Évêque Pasquale
- 2018 : Birthmarked d'Emanuel Hoss-Desmarais : Gertz
- 2018 : The Belly of the Whale de Morgan Bushe : Gits Hegarty
- 2018 : Otzi et le mystère du temps (Ötzi e il mistero del tempo) de Gabriele Pignotta : Otzi
- 2019 : Come to Daddy d'Ant Timpson : Jethro
- 2019 : Rialto de Peter Mackie Burns : Noel
- 2021 : Bloody Milkshake (Gunpowder Milkshake) de Navot Papushado (en) : Dr Ricky
- 2021 : Censor de Prano Bailey-Bond : Doug Smart
- 2021 : The Toll de Ryan Andrew Hooper : Toll Booth
- 2021 : Evie de Dominic Brunt et Jamie Lundy :
- 2022 : The Silent Twins d'Agnieszka Smoczyńska : Tim Thomas
- 2024 : Bookworm de Ant Timpson : Jethro

#### Court métrage
- 2003 : The Wayfarer de Lawrence Jackson : Dessie
- 2005 : Blood de Kolton Lee : Geoff
- 2007 : Don't d'Edgar Wright : Un agresseur
- 2008 : Terra Firma de Johnny Barrington : Quentin
- 2009 : Believe de Paul Wright : Lewis
- 2011 : Promise de Lawrence Jackson : L'homme d'affaires
- 2011 : At Dusk de Felix Harrison : L'homme
- 2012 : Orthodox de David Leon : Reg Shannon
- 2013 : The Parachutist de Tom Tagholm : Le père
- 2013 : Father de Moira Buffini : Donal
- 2013 : Pieces de Jack Weatherley : Le père
- 2014 : Shelter de Patrick Gather et Markus Meedt : Lance Caporal Frank Ainsworth
- 2015 : Group B de Nick Rowland : Martin Kelly
- 2016 : 1500 Words d'Andrew Chaplin : Le narrateur (voix)
- 2016 : A Pornographer Woos de Patrick Myles : L'écrivain
- 2016 : Two Angry Men de Toto Ellis : Frank Reynolds
- 2020 : Rough d'Adam Patterson : Bunter
- 2020 : Motion Sickness de Nan Moore : Le conducteur

### Télévision

#### Séries télévisées
- 1999 - 2001 : Les Allumés : Tyres O'Flaherty
- 2000 : Burnside : Matthew Hutchins
- 2000 - 2002 : Time Gentlemen Please : Martin, le peintre
- 2002 : 15 Storeys High : Le visiteur irlandais
- 2004 : Murder Prevention : Maurice Gibney
- 2005 : Les Arnaqueurs VIP (Hustle) : Max
- 2005 : Bleak House : Phil Squod
- 2005 : Rose and Maloney : Détective Mallam
- 2005 : ShakespeaRe-Told : Peter
- 2007 : Y Pris : Capitaine
- 2007 : Nearly Famous : Danny
- 2008 : La Fureur dans le sang (Wire in the Blood) : Dr Liam Kerwin
- 2008 : Holby Blue : Brendan Duffy
- 2009 : Londres, police judiciaire (Law and Order : UK) : Danny Doyle
- 2010 : One Night in Emergency
- 2010 - 2019 : Luther : Benny Silver
- 2012 : Coming Up : Ricky
- 2012 : Flics toujours (New Tricks) : Tinker
- 2012 : Good Cop : Tom Lomax
- 2013 : Ripper Street : George Lusk
- 2013 : Black Mirror : Baxter
- 2013 : Utopia : Détective Reynolds
- 2013 : Talking to the Dead : David Penry
- 2013 : Father Figure : Roddy
- 2013 : Ambassadors : Jackson
- 2014 : Doctor Who : Colonel Morgan Blue
- 2014 : The Life of Rock with Brian Pern : Micky Murray
- 2014 : Edge of Heaven : Snowy
- 2016 : Murder : Whitmore
- 2016 : The Aliens : Antoine
- 2018 : Death and Nightingales : Dummy McGonnell
- 2020 : Dead Still : Brock Blennerhasset
- 2021 : Bloodlands : Justin "Dinger" Bell
- 2021 : Intergalactic : Professeur Hague Blake
- 2021 : Temple : Dermot
- 2021 : Ragdoll : Détective Finlay
- 2022 : Bad Sisters : Roger Muldon
- 2022 : The Curse : Ronnie Galtin

#### Téléfilms
- 2007 : L'Antre de l'Araignée (In the Spider's Web) de Terry Winsor : Phil
- 2011 : Stolen de Justin Chadwick : Sean